# Gnetum venosum
Gnetum venosum är en kärlväxtart som beskrevs av Richard Spruce och George Bentham. Gnetum venosum ingår i släktet Gnetum och familjen Gnetaceae. Inga underarter finns listade i Catalogue of Life.